# 希島凛
希島 凛（きじま りん、1996年7月20日 - ）は、日本の女優、モデル。宮崎県出身。幸福の科学母体のARI Production所属。

## 出演

### 映画
- 「天使に“アイム・ファイン”」（2016年3月、日活）山口梢 役[1]
- 「永い言い訳」（2016年10月、アスミック・エース）
- 「君のまなざし」（2017年5月、日活）川内文香 役
- 「哲人王 〜李登輝対話篇〜」（2017年、レイシェルスタジオ）友人 役
- 「心に寄り添う。」（2018年、東京テアトル）ドキュメンタリーレポータ 役
- 「さらば青春、されど青春。」（2018年、日活）OL:凛子 役
- 「光り合う生命。-心に寄り添う。2-」（2019年、奥津貴之監督、東京テアトル）ドキュメンタリーリポーター 役
- 「心霊喫茶「エクストラ」の秘密-The Real Exorcist-」（2020年5月15日、小田正鏡監督、日活）杏花 役
- 「 夢判断、そして恐怖体験へ」（2021年8月27日、奥津貴之監督、日活）山内楓役
- 「奇跡との出会い。-心に寄り添う。3-」（2020年8月28日、奥津貴之監督、日活）ドキュメンタリーリポーター 役
- 「美しき誘惑-現代の「画皮」-」（2021年5月14日、赤羽博監督、日活）マスコミのレポーター 役
- 「愛国女子—紅武士道」（2022年2月18日、赤羽博監督、日活）李才華 役
- 「呪い返し師—塩子誕生」（2022年10月7日、赤羽博監督、日活）主演・賀茂野塩子 役

### テレビ
- 土曜ワイド劇場「法医学教室の事件ファイル42」(2016年、テレビ朝日) - 神奈川県警横浜東警察署警官 役

### 舞台
- 「大真夏の夜の夢の浪漫」（2014年、LOVE&FAT FACTORY）
- 「PRIDE –プライド-」（2016年、劇団空感演人）
- 「GO,JET!GO!GO! vol.1」（2016年、エアースタジオ）
- 「GO,JET!GO!GO! vol.6 ～追憶のブルージーン・クリスマス～」（2016年、エアースタジオ）
- 「GO,JET!GO!GO! vol.10 ～渚のバンドエイド～」（2017年、エアースタジオ）
- 「-elの軌跡-」（2017年、ニューフェイスプロジェクト旗揚げ公演）
- 「想い出パレット〜乙女の戦、両国場所〜」（2017年、エアースタジオ）主演
- 「オサエロ」（2017年、エアースタジオ）メインキャスト
- 「KEIKI　夏目漱石推理帳」（2018年、エアースタジオ）与謝野晶子 役
- 「僕は魔法が使えない?」(2018年2月、ニュースター・プロダクション 劇団新星) マリ 役
- 「こっちとそっち」（2018年、劇団時間制作）梶浦ゆい 役

### CM・広告
- 株式会社ウェディングボックス(2014年 - ）
- 株式会社ヘルメスシステムズ
- 宮崎県自殺予防啓発テレビＣＭ（2017年、MRT宮崎放送・UMKテレビ宮崎・YouTube楠並木チャンネル）
- おかけんリフォーム、テレビＣＭ（2017年、びわ湖放送）
- スポドリ!(2017年、東京ドームシティ) Webサイトモデル
- ニューシネマワークショップ(2017年、ニューシネマワークショップ) Web広告、カタログモデル

### インタビュー
- 「映画「天使に“アイム・ファイン”」出演女優 希島凛さんインタビュー」月刊女性誌「アー・ユー・ハッピー？」公式サイト2016年5月号[2]
- 女優 希島 凛さんインタビュー  月刊女性誌「アー・ユー・ハッピー？」公式サイト2019年9月号[3]
- 映画『呪い返し師－塩子誕生』希島凛＆鈴木まりや＆吉田宗洋が語り合う役者の醍醐味、人生の大切な一歩 - MOVIE WALKER Press 2022年10月6日[4]
- 『月刊女性誌「アー・ユー・ハッピー？」』2022年11月号、映画『呪い返し師－塩子誕生』希島 凛インタビュー「塩子は、仏陀と一体になって戦う新しいヒーローです。」[5]
- 雑誌『キネマ旬報』2022年10月下旬 - 映画『呪い返し師－塩子誕生』希島凛 と赤羽監督インタビュー
- 雑誌『SCREEN(スクリーン)』2022年11月号 - 映画『呪い返し師－塩子誕生』希島凛×赤羽博監督インタビュー

## 受賞歴
- 第17回モナコ国際映画祭最優秀助演女優賞[6] - 『心霊喫茶「エクストラ」の秘密-The Real Exorcist-』
- エコ国際映画祭[注 1](EKO International Film Festival)最優秀助演女優賞 -『心霊喫茶「エクストラ」の秘密-The Real Exorcist-』[7]
- アメリカン・ゴールデン・ピクチャー国際映画祭 2020年5月度 - 最優秀助演女優賞